# Oberbettingen
Oberbettingen település Németországban, Rajna-vidék-Pfalz tartományban. Lakosainak száma 757 fő (2023. december 31.).

## Népesség
A település népességének változása:
| Lakosok száma | 606  | 736  | 718  | 687  | 697  | 757  |
|               | 1975 | 2017 | 2019 | 2021 | 2022 | 2023 |